# Otázky Homera Simpsona
Otázky Homera Simpsona (v anglickém originále Politically Inept, with Homer Simpson) jsou 10. díl 23. řady (celkem 496.) amerického animovaného seriálu Simpsonovi. Scénář napsal John Frink a díl režíroval Mark Kirkland. V USA měl premiéru dne 8. ledna 2012 na stanici Fox Broadcasting Company a v Česku byl poprvé vysílán 14. června 2012 na stanici Prima Cool.

## Děj
Po řadě ponižujících odbavovacích procedur Simpsonovi nastoupí do letadla společnosti Air Springfield, aby se vydali na svatbu svého příbuzného v Montaně. Pilot oznámí, že kvůli nepředvídanému útěku z vězení bude cesta odložena. Řekne cestujícím, že protože je letadlo stále na zemi, vypne ventilační systém. Všichni cestující cizí národnosti  na palubě však přesto mohou jíst podivně páchnoucí jídlo a po několika hodinách se ostatním cestujícím udělá špatně. Pilot znovu oznámí, že letadlo bude popojíždět zpět k bráně a zůstane tam neznámou dobu a že cestující nemohou vystoupit. Když je Homerovi zakázáno použít toaletu, vztek v něm vzkypí a začne vykřikovat o příšerném zacházení letecké společnosti s cestujícími. Bart natočí video, na kterém je vidět Homerův amok, a pak uteče z letadla přes křídlo. Nahraje ho na YouTube a rychle se stane populárním. 
Homer je pozván, aby se vyjádřil v populárním zpravodajském pořadu Head Butt, v němž moderátor Nash Castor a komentátorka Adriatica Vel Johnsonová tvrdí, že se na něj brzy zapomene. Homer však předvede přesvědčivou řeč, v níž divákům sdělí, že na rozdíl od moderátorů mluví za obyčejné lidi. Když pořad skončí, vedení kabelové televize dá Homerovi vlastní televizní pořad s názvem Bez servítek s Homerem Simpsonem, kde poskytuje směs populistických a konzervativních myšlenek. Během jedné epizody přelévá „omáčku svobody“ na steak ve tvaru Ameriky a používá omáčku jako metaforu pro věci, které dělají zemi skvělou. Poté vyzve své diváky, aby „nasedli na loď“ a protestovali proti špatným věcem ve společnosti. Tím si Homer získá obrovskou základnu podpory mezi průměrnými Američany a brzy se „hnutí omáčkových člunů“ stane populárním po celé zemi. 
Když je Homer vybrán republikány, aby vybral jejich kandidáta pro příští prezidentské volby, jeho nezájem o současné kandidáty ho vede k volbě Teda Nugenta. Pozve Nugenta na návštěvu k Simpsonovým domů, kde si Líza stěžuje, že Homer vybral špatně, protože Nugent je mimo. Později téhož dne se Homerovi zdá sen, ve kterém mu James Madison ukazuje, jak se minulí američtí prezidenti za Homera stydí. Když se probudí, řekne Líze, že už Nugenta na prezidenta podporovat nebude. Pak na jejím prádelníku uvidí brožuru s mužem, který se vydává za prezidenta a nabízí pomoc s falešnými sny. Homer si uvědomí, že rodina jeho sen zfalšovala, aby ho přesvědčila, aby Nugenta nepodpořil. V důsledku toho se naštvaně rozhodne jít do televize a vyjádřit Nugentovi podporu. Když se však snaží vyvolat svou schopnost plakat pokaždé, když v televizi o něčem mluví, zjistí, že tyto emoce vyvolat nemůže, protože tomu, co říká, doopravdy nevěří. Homer v televizi oznámí, že „kecá“, a usmíří se s Lízou. V důsledku toho je Nugent zbaven funkce republikánského kandidáta na prezidenta. Epizoda končí, když zpívá píseň o tom, jaké by bylo jeho prezidentství.

## Produkce a témata
Díl napsal John Frink a režíroval jej Mark Kirkland. V epizodě hostoval americký hudebník a konzervativní politický aktivista Ted Nugent, který v ní ztvárnil sám sebe a poskytl svůj hlas pro mluvenou i zpívanou část. Jeho píseň na konci epizody je podobná jeho singlu „Cat Scratch Fever“. Podle Kennetha Partridge z Noisecreepu si epizoda dělá legraci z Nugentovy „nehorázně prozbraňové, prolovecké osobnosti, která je proti všemu liberálnímu“. V epizodě se mimo jiné objevuje Nugent, který hodí mrtvého losa na jídelní stůl u Simpsonových doma a také použije některé Bartovy spolužáky jako šípy do svého luku. Nugent se již dříve objevil v menší roli v dílu 19. řady Nechci vědět, proč ptáček v kleci zpívá (2007). V této epizodě je slyšet jeho hlas v telefonátu, který vyzývá lidi, aby hlasovali proti návrhu, jenž by znemožnil používání kuší na veřejných školách. Komentuje to slovy: „Když zakážeme kuše, kdo ochrání naše děti před nabíhajícími losy?“.
Díl satirizuje televizní průmysl. Paroduje politické televizní pořady kabelových zpravodajských kanálů, jako jsou MSNBC, CNN a Fox News Channel, které jsou podobné pořadu Bez servítek s Homerem Simpsonem. James Crugnale ze serveru Mediaite v jednom ze svých článků poznamenal, že Homerova osobnost, když moderuje svůj pořad, je odkazem na „přehnanou osobnost“ konzervativního politického komentátora Glenna Becka, a napsal, že „v kousavé, drzé parodii na Becka Homer ostentativně vzlyká krokodýlí slzy, když naříká nad tím, že střední škola v Nebrasce nahradila fotbal týmovým sportem“.
Kromě toho epizoda satirizuje americkou politiku a obsahuje několik narážek na prezidentské primárky Republikánské strany v roce 2012. Na jednom místě epizody postava Neda Flanderse poznamenává, že podporuje Nugenta, „pokud není mormon“, což je narážka na Mitta Romneyho. Hayden Childs z The A.V. Clubu v recenzi napsal, že Homerovo politické hnutí „je jasnou parodií na Tea Party“, a poznamenal, že „stejně jako u teabaggerského hnutí jsou lidé (v dílu) všude dojati, že nosí na hlavě omáčky“. Childs dále zmínil, že jeden z Homerových stoupenců drží v ruce ceduli odkazující na hnutí Occupy, což podle něj „svědčí o tom, že seriál chce být rovnými příležitostmi k urážce“.

## Vydání a přijetí
Epizoda byla původně vysílána na stanici Fox ve Spojených státech 8. ledna 2012. Během tohoto vysílání ji sledovalo přibližně 5,07 milionu diváků a v demografické skupině dospělých ve věku 18–49 let získala dle Nielsenu rating 2,3 a 5% podíl. Tento rating byl o 29 % nižší než u předchozí epizody Duch Vánoc příštích, nicméně velká část dílu čelila silné konkurenci v podobě konce vysoce hodnoceného zápasu play-off Národní fotbalové ligy na CBS. Epizoda se stala druhým nejsledovanějším vysíláním v rámci bloku Animation Domination stanice Fox pro daný večer, a to jak z hlediska celkové sledovanosti, tak z hlediska dospělých ve věku 18–49 let.
Po odvysílání se epizoda setkala s obecně pozitivním přijetím ze strany kritiků. 
Steve Newton z The Georgia Straight díl označil za „jednoho z nejvtipnějších Simpsonů, které jsem za poslední dobu viděl“, a David Crawford z Radio Times napsal, že satira „možná není jemná, ale je ostrá a vtipy se valí jeden za druhým“.
James Crugnale z Mediaite v článku o této epizodě poznamenal, že „scenáristé Simpsonových se dnes překonali, když bez okolků parodovali přehnané bláboly některých osobností kabelového zpravodajství“.
Hayden Childs z The A.V. Clubu si myslel, že se jedná o „solidní epizodu“, která v polovině dosáhla vrcholu díky satiře na politiku. Z první části dílu točící se kolem cestování letadlem měl smíšené pocity a kritizoval kolísavou kvalitu vtipů. Napsal, že „scenárista John Frink dokáže mezi několika smradlavými gagy vytáhnout i několik mírně zábavných“. Childs dále kritizoval Nugentovo hostování ve třetím dějství, přičemž poznamenal, že „padá, když se seriál nemůže rozhodnout, jak (Nugenta) zesměšnit, aniž by ho skutečně urazil“, a falešnou snovou pasáž, kterou označil za „nevtipnou a sitcomovou“. V závěru uvedl, že „Simpsonovi už v průběhu let předvedli spoustu politické satiry a stejně se možná nikdy nezlepší oproti Návratu Leváka Boba ze 6. řady. Prostřední část této epizody však měla momenty, které patřily do stejné ligy.“
V únoru 2012 zařadil Matt Zoller Seitz z časopisu New York epizodu na seznam 9 epizod Simpsonových z poslední doby, které se vyrovnají raným klasikám.